# Мироносицкая церковь (Великий Устюг)
Це́рковь Жён-Мироно́сиц (Мироно́сицкая це́рковь) — недействующий православный храм в Великом Устюге. Памятник архитектуры XVIII века.

## История
Тёплая церковь во имя Святых Жён Мироносиц в Великом Устюге заложена в 1714 году к западу от церкви Сретения Владимирской иконы Божией Матери на месте старого деревянного храма. Новая церковь была достроена в 1722 году и освящена епископом Великоустюжским и Тотемским Боголепом в 1724 году. Её строительство осуществлялось на средства местного купца П. Р. Худякова.
В 1930 году православный храм был закрыт советскими властями. Постановлением Совета Министров РСФСР «О дальнейшем улучшении дела охраны памятников культуры в РСФСР» № 1327 от 30 августа 1960 года включён в список памятников архитектуры, подлежащих охране как памятники государственного значения.
С 1998 года в здании церкви размещается Музей новогодней и рождественской игрушки в структуре Великоустюгского государственного историко-архитектурного и художественного музея-заповедника.

## Архитектура

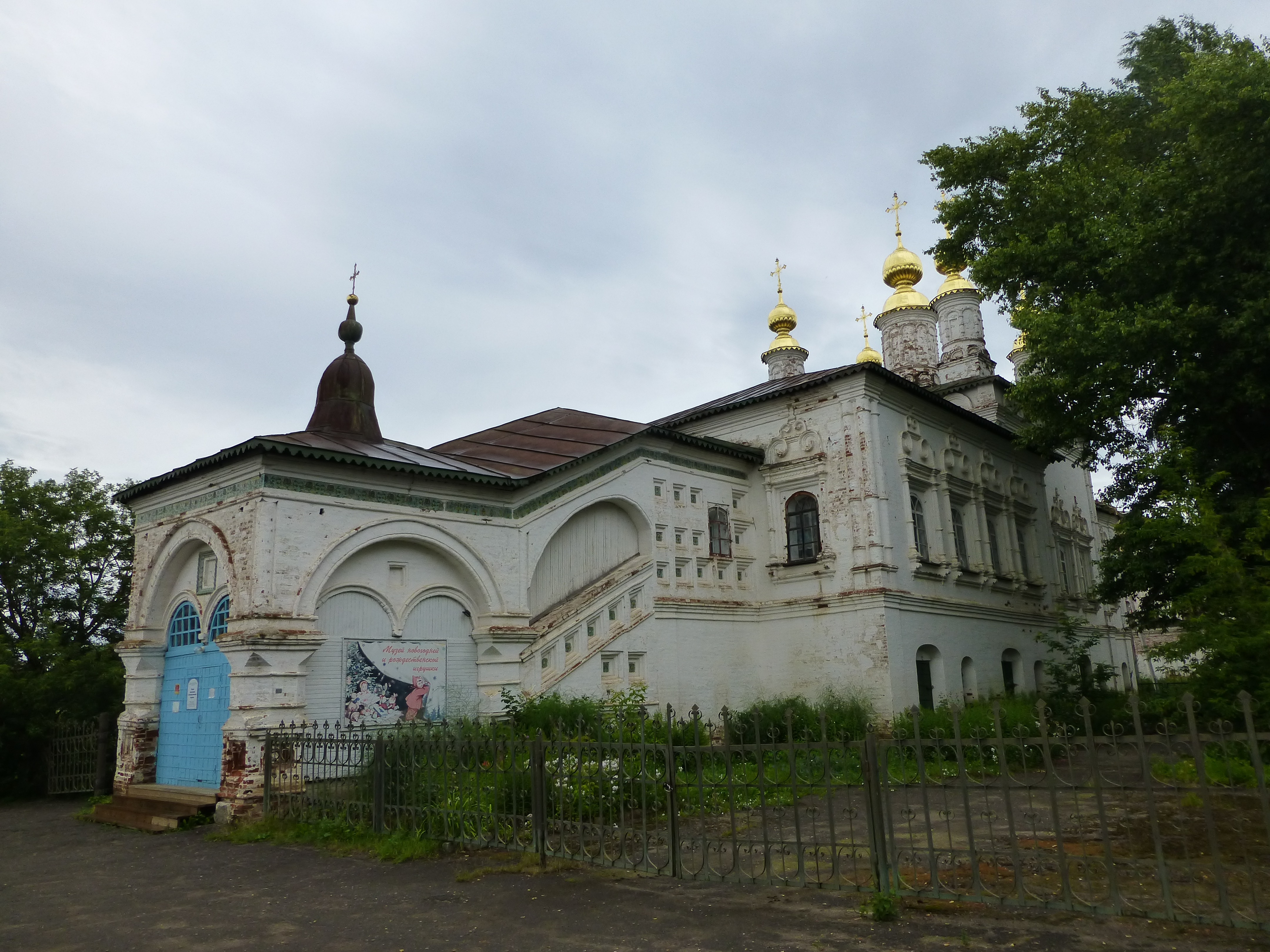

Мироносицкая церковь в Великом Устюге представляет собой каменный двухэтажный храм с пятью золочёными главами. В архитектуре церкви прослеживаются черты «нарышкинского барокко». Храм освещается шестнадцатью окнами с полукруглыми перемычками. Окна украшены сандриками, карнизами и наличниками. Обращает на себя внимание большая трапезная, а также наличие подклета, в котором располагались складские помещения. Крыльцо и пристройка облицованы изразцами.